# Zachowanie prospołeczne
Zachowanie prospołeczne to postępowanie, które ma przynieść korzyść innej osobie lub grupie osób. Do zachowań prospołecznych zaliczamy działanie zorientowane na pomaganie innym, dzielenie się z innymi oraz ochrona. 
Istnieją dwa tradycyjne podejścia do zachowań prospołecznych. Według pierwszego podejścia zachowania są uwarunkowane biologicznie a według drugiego są one wynikiem wychowania, podczas którego następuje wzmacnianie pozytywnych zachowań oraz naśladownictwo.
Stanowisko Stevena Pinkera ilustruje cytat:

Niezależnie od przyczyn, obniżenie stopnia przemocy wśród naszego gatunku ma znamienne konsekwencje. Ludzka nieludzkość wobec innych ludzi przez długi czas była przedmiotem moralizacji. Dzięki wiedzy, że coś w sposób znaczący obniżyło przemoc, możemy rozpatrywać tę kwestię w kategoriach przyczynowo-skutkowych. Zamiast pytać „Dlaczego są wojny?”, możemy zapytać: „Dlaczego jest pokój?”. Od czasów, które sankcjonowały masowe mordy, po to, jak traktujemy dziś koty, musimy robić coś dobrze. Miło byłoby wiedzieć, co to jest.